# Одаиба
Одаиба (お台場, 35° 37′ 48″ С; 139° 46′ 30″ И / 35.63° С; 139.775° И) (некад познат као Даиба а понекад и као Токио Телепорт Таун) је велико вештачко острво у Токијском заливу у Јапану. Административно припада четвртма Минато, Кото и Шинагва.